# Zielona Lewica (Holandia)
Zielona Lewica (niderl. GroenLinks, GL) – holenderska centrolewicowa partia polityczna należąca do Europejskiej Partii Zielonych.

## Historia
Partia powstała z połączenia kilku ugrupowań o charakterze chrześcijańskim i lewicowym: Komunistycznej Partii Holandii, Partii Radykałów, Pacyfistycznej Partii Socjalistycznej i Ewangelickiej Partii Ludowej.
Ugrupowanie to tworzy sojusz polityczny z Partią Pracy, a część członków obu ugrupowań postuluje nawet stworzenie w przyszłości jednej partii. Na ten moment oba środowiska tworzą wspólne kluby w obu izbach parlamentu.

## Program
Propozycje wyborcze partii łączą w sobie postulaty lewicowe i ekologiczne. Część programu komitetu, w ramach którego ta partia brała udział w ostatnich wyborach parlamentarnych, to:
- podwyższenie płacy minimalnej i obniżenie podatku dochodowego
- określenie maksymalnej wysokości czynszu przy wynajmowaniu mieszkania
- inwestowanie w rozbudowę transportu kolejowego kosztem transportu lotniczego
- ochrona praw osób LGBT i przeciwdziałanie zachowaniom rasistowskim
- ograniczenie wydobywania gazu przy jednoczesnym inwestowaniu w odnawialne źródła energii i modernizację energetyczną budynków mieszkalnych
- wprowadzenie dodatkowych podatków nakładanych od emisji zanieczyszczeń do środowiska

## Poparcie w wyborach

### Wybory doIzby Reprezentantów
| Wybory | Lider                   | Wyniki    | Wyniki     | Mandaty | +/−  | Rząd     |
| Wybory | Lider                   | Głosy     | %          | Mandaty | +/−  | Rząd     |
| ------ | ----------------------- | --------- | ---------- | ------- | ---- | -------- |
| 1989   | Maria Beckers-de Bruijn | 362 304   | 4,07 (#6)  | 6/150   | Nowa | Opozycja |
| 1994   | Ina Brouwer             | 311 399   | 3,47 (#6)  | 5/150   | 1    | Opozycja |
| 1998   | Paul Rosenmöller        | 625 968   | 7,27 (#5)  | 11/150  | 6    | Opozycja |
| 2002   | Femke Halsema           | 660 692   | 6,95 (#5)  | 10/150  | 1    | Opozycja |
| 2003   | Femke Halsema           | 495 802   | 5,14 (#6)  | 8/150   | 2    | Opozycja |
| 2006   | Femke Halsema           | 453 054   | 4,6 (#6)   | 7/150   | 1    | Opozycja |
| 2010   | Femke Halsema           | 628 096   | 6,67 (#7)  | 10/150  | 3    | Opozycja |
| 2012   | Jolande Sap             | 219 896   | 2,33 (#8)  | 4/150   | 6    | Opozycja |
| 2017   | Jesse Klaver            | 959 600   | 9,13 (#5)  | 14/150  | 10   | Opozycja |
| 2021   | Jesse Klaver            | 537 584   | 5,16 (#7)  | 8/150   | 6    | Opozycja |
| 2023a  | Jesse Klaver            | 1 643 073 | 15,75 (#2) | 13/150  | 5    | Opozycja |

a. Wspólny start w wyborach z Partią Pracy, w ramach którego koalicji udało się zdobyć w sumie 25 mandatów.